# USS New Hampshire (BB-25)
«Нью-Гемпшир (BB-25)» (англ.  USS New Hampshire (BB-25)) — последний эскадренный броненосец 1-го ранга типа «Коннектикут». «Нью-Гемпшир» был последним американским додредноутом, хотя он введён в эксплуатацию на два года позже, чем британский «Дредноут».
Броненосец был заложен 1 мая 1905 года на верфи "New York Shipbuilding Corporation" в Камдене (штат Нью-Джерси). Спущен на воду 30 июня 1906 года, крёстной матерью корабля стала Хейзел Э. Маклэйн — дочь губернатора Нью-Гемпшира Джона Маклэйна. 19 марта 1908 года броненосец вошёл в состав флота, командиром корабля был назначен кэптен (будущий адмирал) Кэмерон М. Уинслоу.

## История службы
После пополнения запасов в Нью-Йорке «Нью-Гемпшир» с 20 по 26 июня 1908 года совершил поход в Панаму, перевезя морской экспедиционный полк в Колон. Затем нанёс визиты в Квебек, Портсмут, Нью-Йорк и Бриджпорт. Участвовал в боевой подготовке в Карибском море, 22 февраля 1909 года с президентом Теодором Рузвельтом на борту в Хамптоне встречал «Великий белый флот», вернувшийся из кругосветного плавания.
В течение следующих 18 месяцев броненосец участвовал в учениях флота у восточного побережья США и в Карибском море. 1 ноября 1910 года «Нью-Гемпшир» отплыл из Хамптона в Европу, посетил французский Шербур и английский Уэймут. 30 декабря отплыл из Великобритании и вернулся в Карибское море. 10 марта 1911 года прибыл в Норфолк (штат Виргиния), для подготовки ко второму европейскому круизу. Во время второго плавания соединение эскадренных броненосцев посетило Скандинавию, Россию и Германию, вернувшись в воды Новой Англии 13 июля.
На борту «Нью-Гемпшира» проходили подготовку гардемарины Военно-морской академии США Новой Англии. Следующие два года корабль патрулировал у берегов Гаити до декабря 1912 года. С 14 июня по 29 декабря 1913 корабль совершал поход вдоль мексиканского побережья, представляя интересы Соединенных Штатов. 15 апреля 1914 года броненосец вернулся в мексиканские воды, для поддержки американских войск во время занятия Веракруса. После чего 21 июня «Нью-Гемпшир» отбыл на север. В Норфолке корабль прошёл модернизацию и был перестроен. Войдя в состав флота, проводил боевую подготовку и участвовал в манёврах у восточного побережья и в Карибском море. В августе 1915 года «Нью-Гемпшир» вернулся в Веракрус.

## Межвоенный период
«Нью-Гемпшир» служил флагманом военно-морского соединения, действовавшего в водах Гаити с 18 октября по 12 января 1921 года. С 25 января по 14 февраля броненосец совершил поход в Стокгольм, перевозя останки шведского посла Вильгельма Экенгрена. «Нью-Гемпшир» также посетил Киль и Грейвсенд прежде, чем вернулся в Филадельфию 24 марта. 21 мая 1921 года эскадренный броненосец «Нью-Гемпшир» был списан.
1 ноября 1923 года он был продан на слом в соответствии с условиями Вашингтонского военно-морского соглашения.